# بريبين جنسن
بريبين جنسن هو راكب الكنو دنماركي، ولد في 31 يوليو 1944.

## وصلات خارجية
- بريبين جنسن على موقع أوليمبيديا (الإنجليزية)